# Andreella megapora
Andreella megapora is een mosdiertjessoort uit de familie van de Microporidae. De wetenschappelijke naam van de soort is voor het eerst geldig gepubliceerd in 1978 door Moyano & Melgarejo.